# Gerd Schmückle
Gerd Schmückle (* 1. Dezember 1917 in Stuttgart-Cannstatt; † 28. Mai 2013 in München) war ein deutscher Offizier, zuletzt im Range eines Generals.

## Leben
Schmückle wurde als Sohn des Staatsanwaltes und Schriftstellers Georg Schmückle geboren. Sein älterer Bruder Hans-Ulrich war Bühnenbildner.
Nach dem Abitur am Johannes-Kepler-Gymnasium Bad Cannstatt trat er 1936 in die Wehrmacht ein und diente während des Frankreich-Feldzuges in der 7. Panzer-Division unter Erwin Rommel. Mit dieser Division kämpfte er dann in der Sowjetunion, wo er fünfmal verwundet wurde. Anfang 1944 wurde er Generalstabsoffizier, Major und Artillerie-Abteilungskommandeur.
Nach der Kapitulation der Wehrmacht 1945 betrieb er einen Bauernhof im Allgäu und arbeitete als Journalist. 1956 trat er in die Bundeswehr ein und war von 1957 bis 1962 Pressesprecher des Bundesverteidigungsministeriums unter Franz Josef Strauß. Danach war er vier Jahre lang Militärberater des deutschen NATO-Vertreters Wilhelm Grewe in Paris und Brüssel (1964–1968). Danach diente er zwei Jahre als stellvertretender Kommandeur der 12. Panzerdivision in Veitshöchheim und war anschließend für weitere vier Jahre im NATO-Hauptquartier Europa eingesetzt. Von Januar bis Oktober 1974 war Schmückle Stellvertreter des Kommandierenden Generals des I. Korps in Münster.
Mit der Beförderung zum Generalleutnant kam die Ernennung zum Direktor des Internationalen Militärstabes in Brüssel. 1978 wurde er zum General ernannt und diente von 3. Januar 1978 bis 1. April 1980 als stellvertretender Supreme Allied Commander Europe (DSACEUR) der NATO.
Schmückle war Mitglied der deutschen Sektion des Club of Rome. Er wurde 1980 mit dem Großen Bundesverdienstkreuz mit Stern und Schulterband ausgezeichnet.
Er war mit Maria-Benedicta von Minckwitz (* 6. Dezember 1918; † 22. Januar 2019) verheiratet.

## Werke
- Kommiß a. D. Kritische Gänge durch die Kasernen. Seewald, Stuttgart 1971 (2., überarbeitete Auflage. ebenda 1972, ISBN 3-512-00232-3).
- Ohne Pauken und Trompeten. Erinnerungen an Krieg und Frieden. Deutsche Verlags-Anstalt, Stuttgart 1982, ISBN 3-421-06109-2.
- Das Schwert am seidenen Faden. Krisenmanagement in Europa. Deutsche Verlags-Anstalt, Stuttgart 1984, ISBN 3-421-06185-8.